# 차징 탑스피너의 에피소드 목록
텔레비전 애니메이션 《차징 탑스피너》의 방영 목록이다.

## 방영 목록
- AGB 닐슨 미디어리서치

| 화차       | 주제                             | 방송 일자        |
| ---------- | -------------------------------- | ---------------- |
| 1화        | 탑스피너의 목소리를 들어라!      | 2023년 5월 13일  |
| 2화        | 형의 탑스피너                    | 2023년 5월 20일  |
| 3화        | 플레이어에게 필요한 것           | 2023년 5월 27일  |
| 4화        | 내 탑스피너는 여기 있어!         | 2023년 6월 3일   |
| 5화        | 아이돌 플레이어 등장             | 2023년 6월 10일  |
| 6화        | 황야의 카우보이 소년             | 2023년 6월 17일  |
| 7화        | 산에서 내려온 쿵푸보이           | 2023년 6월 24일  |
| 8화        | 차가운 전략가                    | 2023년 7월 1일   |
| 9화        | 가면 쓴 소년의 음모              | 2023년 7월 8일   |
| 10화       | 더 높은 곳을 목표로              | 2023년 7월 22일  |
| 11화       | 형의 두 번째 수업                | 2023년 7월 29일  |
| 12화       | 월드 챔피언십 예선 개막          | 2023년 8월 5일   |
| 13화       | 8강에 진출하는 건 과연 누구인가? | 2023년 8월 12일  |
| 14화       | 형과의 재회                      | 2023년 9월 16일  |
| 15화       | 두루마리를 손에 넣어라           | 2023년 9월 23일  |
| 16화       | 제냐가 바라는 것                 | 2023년 10월 7일  |
| 17화       | 역시 아이돌은 대단해!            | 2023년 10월 14일 |
| 18화       | 재이의 필승작전                  | 2023년 10월 21일 |
| 19화       | 또 하나의 약속                   | 2023년 10월 28일 |
| 20화       | 영원한 라이벌                    | 2023년 11월 4일  |
| 21화       | 우승을 노려라!                   | 2023년 11월 11일 |
| 22화       | 결승 대비 특별 훈련              | 2023년 11월 18일 |
| 23화       | 섬에서의 결전                    | 2023년 11월 25일 |
| 24화       | 회심의 일격                      | 2023년 12월 2일  |
| 25화       | 최후의 승자는 과연 누구?         | 2023년 12월 9일  |
| 최종화(26) | 빛과 어둠 사이에서               | 2023년 12월 16일 |

| 화차       | 주제                   | 방송 일자       |
| ---------- | ---------------------- | --------------- |
| 1화        | 몰래 다가오는 그림자   | 2024년 1월 27일 |
| 2화        | 다른 세계에서 온 손님  | 2024년 2월 3일  |
| 3화        | 새로운 세계로          | 2024년 2월 17일 |
| 4화        | 강적, 블랙포커         | 2024년 2월 24일 |
| 5화        | 양동작전 개시          | 2024년 3월 2일  |
| 6화        | 선아의 결심            | 2024년 3월 9일  |
| 7화        | 블랙포커의 정체        | 2024년 3월 16일 |
| 8화        | 자신과의 싸움          | 2024년 3월 23일 |
| 9화        | 이동 요새로 진입하라   | 2024년 3월 30일 |
| 10화       | 일곱번째 적            | 2024년 4월 6일  |
| 11화       | 숙명의 대결            | 2024년 4월 13일 |
| 12화       | 마음이 닿기를          | 2024년 4월 20일 |
| 13화       | 블랙포커를 무찔러라!   | 2024년 4월 27일 |
| 14화       | 새로운 시련            | 2024년 6월 8일  |
| 15화       | 미라지산을 향하여      | 2024년 6월 15일 |
| 16화       | 잭과 에이스의 돌발행동 | 2024년 6월 22일 |
| 17화       | 블랙포커의 각성        | 2024년 6월 29일 |
| 18화       | 신비한 숲에서의 결전   | 2024년 7월 6일  |
| 19화       | 붙잡힌 어른들          | 2024년 7월 13일 |
| 20화       | 마지막 승부의 행방     | 2024년 7월 20일 |
| 21화       | 성스러운 힘            | 2024년 7월 27일 |
| 22화       | 꿈과 현실 사이         | 2024년 8월 3일  |
| 23화       | 돌아가야 할 장소       | 2024년 8월 10일 |
| 24화       | 친구들을 구출해라      | 2024년 8월 17일 |
| 25화       | 세계의 마지막          | 2024년 8월 24일 |
| 최종화(26) | 희망의 빛              | 2024년 8월 31일 |

## 결방 및 편성안내
- 2023년 7월 15일: 구해줘! 홈즈 스페셜의 관계로 인해 결방했다.
- 2023년 9월 30일: 추석 및 항저우 아시안 게임의 관계로 인해 결방했다.
- 2023년 12월 30일: MBC 특별 생방송으로 인해 결방했다.
- 2024년 1월 20일: 2024년 동계 청소년 올림픽으로 인해 결방했다.
- 2024년 2월 10일: 설특집 감성다큐 《오느른》(1부)으로 인해 결방했다.